# هيروكي شينجو
هيروكي شينْجٌ (باليابانية: 新條 宏喜) (28 أبريل 1973 في طوكيو في اليابان – )؛ هو لاعب كرة قدم ياباني سابق كان يلعب كلاعب وسط.

## وصلات خارجية
- هيروكي شينجو على موقع رابطة كرة القدم اليابانية للمحترفين (اليابانية)